# ماي سنكلير
ماي سنكلير (بالإنجليزية: May Sinclair)‏ هي كاتِبة وشاعرة بريطانية، ولدت في 24 أغسطس 1863 في Rock Ferry ‏ في المملكة المتحدة، وتوفيت في 14 نوفمبر 1946 في باكينغهامشير في المملكة المتحدة.

## وصلات خارجية
- ماي سنكلير على موقع IMDb (الإنجليزية)
- ماي سنكلير على موقع الموسوعة البريطانية (الإنجليزية)